# 武汉市宏兴柏润足球俱乐部
武汉市宏兴柏润足球俱乐部，是中华人民共和国一家目前已解散的业余足球俱乐部，注册地位于湖北省武汉市，为中国足球协会业余联赛参赛球队之一，由武汉市柏润市政土方工程有限公司组建。其前身为1982年成立的武汉市江汉区贺家墩村足球队，2006年成立武汉宏兴足球俱乐部，2015年6月9日，经武汉市工商局登记，注册成立武汉市宏兴柏润足球俱乐部。
虽然该球队是草根球队，但在业余圈中，一向以成绩优异而闻名，因而有业余圈的“恒大”的代号，每年投入不低于一支普通的职业队。球队自2008年开始组队参加武汉城市联赛以来，该球队也一直称霸武汉业余足坛，还连续获得2009、2010年的中国足球协会业余联赛的冠军，2011、2012年的亚足联中国展望城市联赛冠军杯冠军。而该球队也发生过球员殴打事件，引发争议。2016年5月11日，武汉宏兴柏润队球员因在2016年中国足协杯第三轮比赛后殴打江苏苏宁队球员，被中国足球协会纪律委员会永久取消其注册资格。而未被禁赛的球员则加入新组建的武汉楚风合力业余足球俱乐部。

## 历史概况
武汉市宏兴柏润足球俱乐部的前身为1982年成立的武汉市江汉区贺家墩村足球队，成立初期，球队培养出了一些后来在国家比赛应战的球员，包括岳敏、黄聪、黄闯。
2004年9月，武汉市启动城中村改造。位于汉口火车站附近的贺家墩村、航侧村和姑嫂树村三地合并，开始8平方公里的城中村升级转型。原先以村为单位的集体经济组织，转型成为有限责任公司。符合规定的村民都成为公司的股民，三个村总共一万多村民当中成为股东的大约有4000人。贺家墩村在2004年改制后，成立柏润市政土方工程有限公司，后发展成为武汉鑫旺投资管理有限公司。该公司共拥有二十多家子公司，包括拆迁公司、土方公司、建筑公司、物业公司和投资公司等。当时为了解决属地600多个年轻人的娱乐问题、社会问题和不良风气，他们选择了足球作为年轻人的发泄方式。此举也让热爱足球的鑫旺投资董事长陈光华决定在2006年投资创建了宏兴足球队。而宏兴主场的球迷大多来自武汉先锋乡，先锋乡共有5个村，其中贺家墩村、航侧村以及姑嫂树村有着浓厚的足球底蕴。这些球迷也是俱乐部的4000位股东之一，俱乐部也给自己股东发钱分红。在2014年赛季中，陈光华也是球队的前锋，身披10号球衣。
虽然该球队是草根球队，但自从2012年参加中国足协杯以来，球队开始实行“准职业化”的管理，设有专门的球员宿舍和训练球场。俱乐部实施严格的作息制度，每天晚上10点前球员必须回寝室，严格打考勤，如果有迟到、无故缺席的情况要扣奖金。俱乐部在2010年及之前的每年投入为400万元（人民币，下同），2011年的收入为500万，每年投入不低于一支普通的职业队。而球队每年的开销，除了陈光华自己投入两三百万以外，福星惠誉和远洋地产每年也会赞助300万，另外还有一些小的赞助企业。
该球队在业余圈中，一向以成绩优异而闻名，因而有业余圈的“恒大”的代号，队内不少球员曾是昔日汉军旧将。球队自2008年开始组队参加武汉城市联赛以来，该球队也一直称霸武汉业余足坛，还连续获得2009、2010年的中国足球协会业余联赛的冠军，2011、2012年的亚足联中国展望城市联赛冠军杯冠军。2012年和2013年，球队连续两次参加中国足协杯正赛。在2012年中国足协杯中，武汉宏兴淘汰中乙球队山东男足，成为该届赛事中唯一进入第2轮的业余球队；在2013年中国足协杯中，武汉宏兴击败了深圳风鹏和延边长白虎，成为第一支杀入足协杯第3轮的业余球队；在2014年中国足协杯中，武汉宏兴再次成为第一支击败中超球队的业余球队，在第三轮比赛中击败了上海东亚，晋级到16强，但在第四轮点球大战中不敌青岛海牛，最终获得“燕京啤酒2014年中国足协杯黑马奖”。在2015年中国足协杯中，武汉宏兴再次杀入第3轮，他们在常规时间内1比1战平杭州绿城，但在点球大战中，以7比8失利。此外，在2011年，武汉宏兴也以中国男足U21足球队身份，代表中国参加湄公河杯国际足球邀请赛。当时由于中国国青队有比赛任务无缘参加，中国足协决定派出武汉宏兴队参赛。两场比赛分别以2-7负于泰国、1-1逼平越南，收获1平1负的成绩。2015年，武汉宏兴在2015年“我爱足球”中国足球民间争霸赛总决赛上，获得11人制社会组冠军。

### 争议事件
虽然球队一向以成绩优异而闻名，但该球队也曾发生球员打人事件而引发争议。在2012年的全国业余联赛总决赛上，武汉宏兴在与青岛鲲鹏的比赛中，领队及助理教练进入场地对裁判进行殴打，甚至调动球迷入场辱骂威胁裁判，造成比赛中断，随后宏兴队也收到中国足协的罚单，取消了比赛资格。2014年7月24日，在中国足协杯第4轮比赛中，武汉宏兴同青岛海牛之战。在上半时补时阶段，青岛海牛的马兴煜在禁区内铲倒武汉宏兴队的球员，但主裁却拒绝判罚点球。随后情绪异常激动的武汉宏兴队球员便开始对当值主裁造成围攻，事件亦造成争议。
2016年5月11日，武汉宏兴柏润队球员因在2016年中国足协杯第三轮第45场比赛后殴打江苏苏宁队球员，被中国足球协会纪律委员会永久取消其注册资格，宣布比赛比分作废，计为0:3负，并罚款人民币20万元。同时对参与暴力事件和冒名顶替参赛的球员和俱乐部官员做出处罚，处罚时限从2年至无期不等。而未被禁赛的球员则加入由武汉新纪元足球俱乐部为班底新组建的武汉楚风合力业余足球俱乐部。

## 球员名单
（2015年赛季）
註釋：國旗表示球員在國際足聯資格規則定義的國家隊。球員可能擁有一個以上非國際足聯國籍。
| 號碼 |      | 位置 | 球員   |
| ---- | ---- | ---- | ------ |
| 1    | 中国 |      | 曹西博 |
| 2    | 中国 |      | 周睿   |
| 3    | 中国 |      | 张县   |
| 4    | 中国 |      | 何磊   |
| 5    | 中国 |      | 饶尧   |
| 6    | 中国 |      | 祁重喜 |
| 7    | 中国 |      | 黄磊   |
| 8    | 中国 |      | 邓圣   |
| 9    | 中国 |      | 胡熙   |
| 11   | 中国 |      | 陈浩   |
| 12   | 中国 |      | 张伟君 |
| 13   | 中国 |      | 崔文军 |
| 14   | 中国 |      | 孔令龙 |
| 15   | 中国 |      | 刘鹏   |

| 號碼 |      | 位置 | 球員   |
| ---- | ---- | ---- | ------ |
| 16   | 中国 |      | 刘航呈 |
| 17   | 中国 |      | 池星辰 |
| 21   | 中国 |      | 徐凌   |
| 22   | 中国 |      | 柴雷   |
| 24   | 中国 |      | 王凯   |
| 25   | 中国 |      | 张晓龙 |
| 26   | 中国 |      | 严琦   |
| 27   | 中国 |      | 穆星宸 |
| 28   | 中国 |      | 胡皓   |
| 29   | 中国 |      | 李欣   |
| 30   | 中国 |      | 孟威   |
| 31   | 中国 |      | 张威   |
| 32   | 中国 |      | 陆雷   |
| 33   | 中国 |      | 李文强 |